# Thames (Buenos Aires)
Thames é uma localidade do Partido de Adolfo Alsina na Província de Buenos Aires, na Argentina. Sua população estimada em 2001 era de 25 habitantes.